# أبرشية فيينا

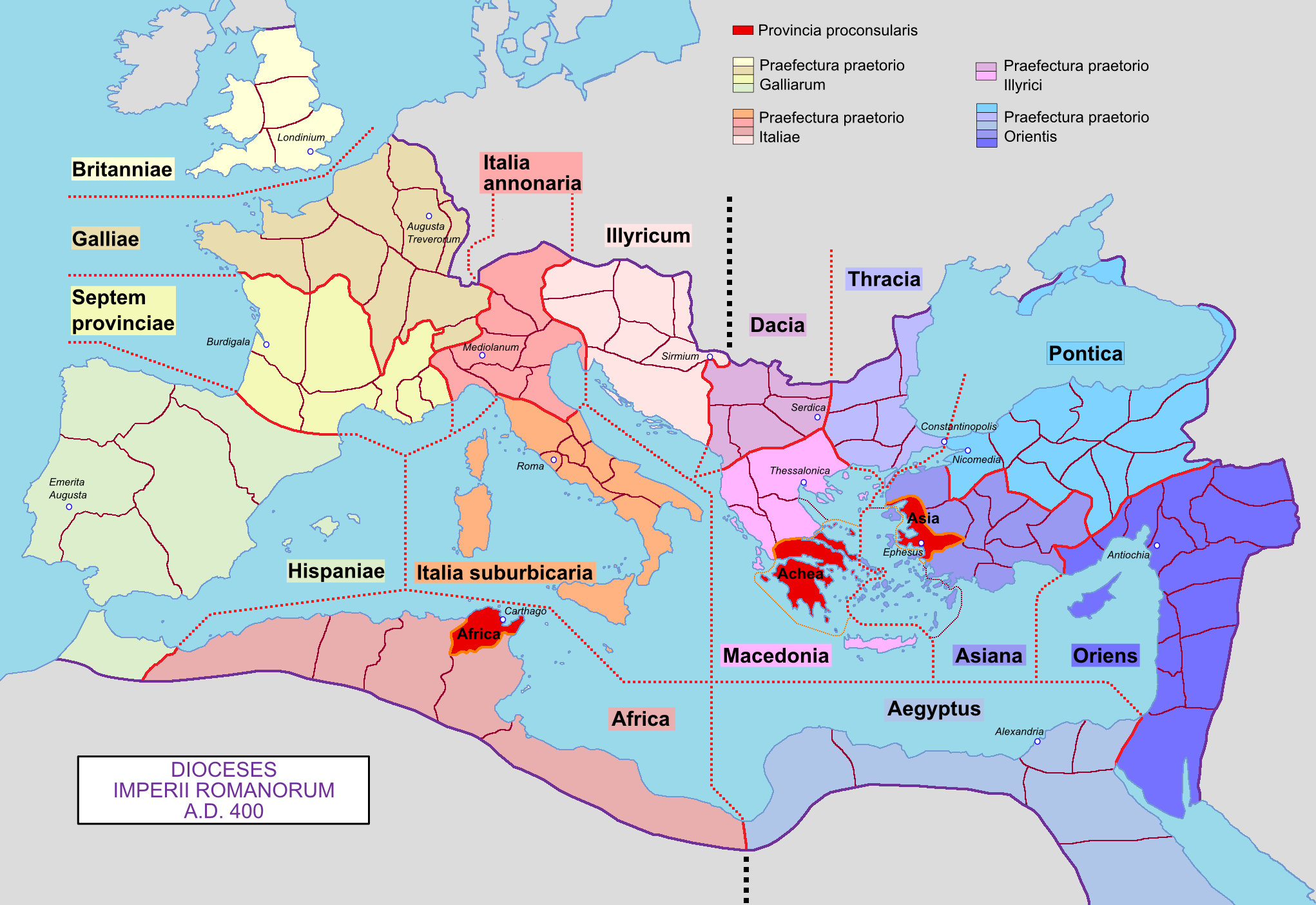
أبرشيات الإمبراطورية الرومانية، وتظهر أبرشية فيينا باللون الأصفر.

أبرشية فيينا أو أبرشية السبع مقاطعات (باللاتينية: Dioecesis Viennensi أو Dioecesis Septem Provinciarum) هي إحدى أبرشيات الإمبراطورية الرومانية، وجزء من ولاية الغال الإمبراطورية. سُميت نسبةً إلى مدينة فيينا، ولكونها تشمل 7 مقاطعات.
امتدت أراضيها لتشمل الأجزاء الجنوبية والغربية من بلاد الغال. كانت عاصمتها بوردو، التي تقع اليوم في فرنسا. وقد تأسست في عام 314، واستمر العمل بهذا التقسيم حتى عام 477.